# Brestovo
Brestovo, település Szerbiában, a Raškai körzet Novi Pazar községében.

## Népesség
- 1948-ban 51 lakosa volt.
- 1953-ban 60 lakosa volt.
- 1961-ben 41 lakosa volt.
- 1971-ben 23 lakosa volt.
- 1981-ben 18 lakosa volt.
- 1991-ben 9 lakosa volt.
- 2002-ben mindössze 5 lakosa volt, akik mindannyian szerbek.